# دیونوگوری
موزه و ذخیره‌گاه طبیعی دیوونوگوریه (روسی: Музей-заповедник «Дивногорье»، Muzej-zapovednik Divnogor'e) یک فلات و موزه فضای باز در منطقه لیسکینسکی، استان ورونژ، روسیه است. این مکان در فاصله ۱۰ کیلومتری غرب لیسکی، مرکز اداری منطقه لیسکینسکی، و در ساحل راست رود دن، ۸۰ کیلومتری جنوب وورونژ و نزدیک به خوتور دیوونوگوریه واقع شده است. این موزه در سال ۱۹۸۸ تأسیس شد و در سال ۱۹۹۱ به‌طور رسمی به عنوان موزه و ذخیره‌گاه طبیعی شناخته شد. دیوونوگوریه یکی از محبوب‌ترین و شناخته‌شده‌ترین جاذبه‌های گردشگری استان ورونژ است و هر فصل (از ماه مه تا اکتبر) بیش از ۶۰٬۰۰۰ بازدیدکننده، عمدتاً از وورونژ و دیگر مناطق استان ورونژ، جذب می‌کند.

## توصیف
موزه و ذخیره‌گاه طبیعی دیوونوگوریه مساحتی به وسعت ۱۱ کیلومتر مربع (۴٫۲ مایل مربع) از برون‌زدهای سنگ آهک را در بر می‌گیرد. بیشینه ارتفاع آن از سطح دریا ۱۸۱ متر یا ۱۰۳ متر بالاتر از دهانه رود تیخایا سوسنا در محل تلاقی با رود دن است (که در پای فلات جریان دارد). به دلیل اختلاف قابل توجه ارتفاع میان فلات و دشت‌های سیلابی رودهای دن و تیخایا سوسنا، اقلیم خرد این منطقه به‌طور قابل توجهی با زمین‌های پست اطراف متفاوت است. فلات به‌سرعت گرم می‌شود و جریان‌های هوای گرم باعث پراکندگی ابرها به‌سوی زمین‌های سیلابی می‌شوند. در نتیجه، میانگین بارندگی سالانه در این منطقه (۴۸۰ میلی‌متر) روی فلات تا ۱٫۵ تا ۲ برابر کاهش می‌یابد. تابستان‌های منطقه به‌ویژه خشک هستند که این امر باعث کاهش فرایند فرسایش آبی و همچنین احتمال نشست کارستی می‌شود.

## ریشه‌شناسی
نام دیوونوگوریه (روسی: Дивногорье) از دو واژه روسی Дивная гора گرفته شده است. ستون‌های گچی محلی توسط مردم منطقه «دیووی» (مفرد: دیوو) نامیده می‌شدند؛ دیوو به معنای شگفتی است. اولین اشاره مکتوب به این نام در یادداشت‌های شماس ایگناتیوس اسمولیانین، همراه متروپولیتن پیمین، متروپولیتن مسکو در سال ۱۳۸۹ یافت می‌شود: «ما به تیخایا سوسنا رسیدیم و ستون‌هایی از سنگ سفید دیدیم که شگفت‌انگیز و زیبا در کنار هم، مانند انبارهای کوچک، سفید و بسیار درخشان، بالای رود سوسنا ایستاده‌اند.»

## محیط زیست
محدوده دیوونوگوریه در بخش شمالی منطقه استپ واقع شده است و تفاوت‌های قابل‌توجهی با منطقه استپ جنگلی ورونژ دارد. برای مدت طولانی، فلات و دامنه‌های آن برای پرورش گوسفند استفاده می‌شد که منجر به تخریب شدید پوشش گیاهی شد. اما پس از توقف چرا و تنظیم حضور انسان، پوشش گیاهی استپی به شکل اولیه خود بازسازی شد.
بیش از ۲۵۰ گونه از گیاهان خشکی‌رست و سنگ‌دوست در این فلات رشد می‌کنند که شامل: استپی دائمی، Salvia nutans، آویشن آهکی، یونجه تاجی، گل گندم شرقی، ارمک دوردیفی، Schiveréckia podólica, Clematis integrifolia, Pulsatilla pratensis, Onosma simplicissima، زنبق کوتوله، زنبق بی‌برگ، شقایق برفی، و چشم قرقاول می‌شوند.
در قلمرو ذخیره‌گاه گاهی میش‌مرغ و عقاب طلایی مشاهده می‌شوند. گونه‌هایی مانند زنبورخوار (سرده) و شاه‌بوف اوراسیایی بیشتر رایج هستند. از پستانداران، خرگوش‌ها و روباه بیشترین حضور را دارند. همچنین خفاش‌ها در شکاف‌ها زندگی می‌کنند.
حیات حشرات در این منطقه غنی است که شامل گونه‌های رایج زیر می‌شود: زنبورهای گرده، آسیابک، زنبور کاغذی، Saga pedo، سوسک‌های گوزنی، سوسک‌های Lethrus و پروانه‌های دم‌چلچله‌ای.

## گردشگری
دیوونوگوریه مرکز سفر زیارتی ارتدوکس است. در قلمرو موزه و مناطق مجاور، مکان‌های زیر قرار دارند: کلیساهای غاری با نام‌های شمایل سیسیلی مادر خدا، سنت یوحنا تعمیددهنده و دیوونوگورسک-۳ (قرن نوزدهم)، کلیسای جامع عروج مریم مقدس (قرن هفدهم)، دژ مایاتسکویه (وابسته به خزرها، قرون نهم و دهم)، شهر مردگان و سایت سالتوو-مایاکی (وابسته به خزرها، قرون نهم و دهم)، و یک پارک باستان‌شناسی.
ورود به موزه ذخیره‌گاه طبیعی رایگان است و برنامه‌های گوناگون گردشگری برای گروه‌های توریستی سازمان‌یافته ارائه می‌شود. در نزدیکی موزه، امکاناتی از جمله کمپینگ و هتل وجود دارد. مسیرهای گردشگری و جاذبه‌های موزه با تابلوهای اطلاعاتی مشخص شده و اطلاعات مفیدی برای گردشگران فراهم شده است. همچنین، قلمرو موزه تحت حفاظت قرار دارد.